# Combretum annulatum
Combretum annulatum là một loài thực vật có hoa trong họ Trâm bầu. Loài này được Craib mô tả khoa học đầu tiên năm 1929.